# Chrysogorgia octagonos
Chrysogorgia octagonos is een zachte koraalsoort uit de familie Chrysogorgiidae. De koraalsoort komt uit het geslacht Chrysogorgia. Chrysogorgia octagonos werd in 1902 voor het eerst wetenschappelijk beschreven door Versluys.